# Streblosoma acymatum
Streblosoma acymatum är en ringmaskart som beskrevs av Anne D. Hutchings och Rainer 1979. Streblosoma acymatum ingår i släktet Streblosoma och familjen Terebellidae. Inga underarter finns listade i Catalogue of Life.